# دانبکوویتسه گورنه
دانبکوویتسه گورنه (به لهستانی:  Dąbkowice Górne) یک روستا در لهستان است که در گمینا ووویچ واقع شده‌است. دانبکوویتسه گورنه ۲۳۳ نفر جمعیت دارد.